# Jurnalism investigativ
Jurnalismul de investigație este un gen jurnalistic care are ca obiective principale anchetarea din punct de vedere jurnalistic a unor carențe ale societății, cum ar fi: erori ale sistemului judiciar, corupție, abuzuri, pe care anumite persoane încearcă să le ascundă de ochiul public.

## Istoric
În anul 1637 englezul William Prynne a publicat un text care, în termenii jurnalismului modern, ar putea fi definit ca fiind o anchetă. Acesta a urmărit îndeaproape viața casei regale și a adus, în urma observațiilor personale, critici aspre la adresa reginei. Actul său i-a fost fatal, căci instanța de judecată l-a condamnat la închisoare pe viață pentru prejudicii de imagine aduse casei regale.
Din perspectivă istorică însă, apariția jurnalismului de investigație coincide cu începutul consolidării democrației liberale. Pentru ca acest tip de jurnalism să se poată dezvolta era nevoie în primul rând de cetățeni și guvernanți cu tradiții democratice solide, de aceea jurnalismul de investigație s-a dezvoltat rapid în țări precum SUA sau Marea Britanie.
Fondatorul jurnalismului de investigație este considerat scriitorul Mark Twain, care în 1862 lucra ca reporter în Virginia City. În urma dezvăluirilor afacerilor ilegale în care erau implicați funcționari publici, deputați, judecători, Mark Twain a câștigat o oarecare notorietate în rândul jurnaliștilor, el fiind cel care a primit pentru prima dată porecla de muckraker (răscolitor de gunoaie). Denumirea de muckraker s-a generalizat la începutul secolului al XX-lea, când președintele Theodore Roosevelt compară jurnaliștii cu personajul din romanul Progresul piligrimului de John Bunyan, care în loc să se uite în sus preferă să umble cu capul în jos, scormonind în gunoaiele de sub picioare.
Unul dintre primele articole de investigație ce a reușit să zguduie Statele Unite a fost scris de K. Ridpet, în anul 1898. Imperiul invizibil, cum era denumit articolul, demonstra faptul că SUA nu erau conduse în realitate de președinte, guvern și Congres ci de câțiva senatori corupți și foarte influenți. 
La sfârșitul secolului al XIX-lea în SUA apare The McClure’s, prima publicație de investigație specializată.
În Europa, jurnalismul de investigație a început să câștige teren sub influența celui american. Anchetele de presă au apărut cu regularitate în primul deceniu al secolului al XX-lea în paginile ziarelor din Marea Britanie și Suedia. Urmând exemplul Statelor Unite, în perioada interbelică și ziarele din Olanda, Elveția, Danemarca au aplicat investigația jurnalistică. Totuși, în prima jumătate a secolului al XX-lea, în urma prăbușirii democrațiilor liberale și instaurării unor regimuri totalitare sau autoritare în Germania, Italia, Spania, Portugalia, acest tip de presă nu a reușit să se impună în tot vestul Europei. Estul continentului nu l-a adoptat decât mult mai târziu, anchetele jurnalistice în această zonă fiind considerate extrem de periculoase și în ziua de azi.

## Ancheta jurnalistică
Ancheta jurnalistică sau investigația jurnalistică este un gen publicistic în care se prezintă rezultatele unei cercetări efectuate pe teren. Ancheta jurnalistică reprezintă produsul final al jurnalismului de investigație și constă, la modul simplist, într-o dezvăluire a unor fapte care afectează în mod negativ interesul public. Ancheta jurnalistică demonstrează mecanismele, caută ceea ce este subteran, câteodată ascuns, câteodată ignorat.

### Clasificare
În viziunea lui Jacques Mouriquand anchetele jurnalistice sunt:
- Ancheta de actualitate este caracterizată de actualitatea evenimentului și rapiditatea cu care jurnalistul reușește să transmită publicului rezultatele investigației. Este specifică ziarelor cotidiene și nu ridică probleme de scriitură sau de documentare, importantă fiind rapiditatea jurnalistului. Din material nu au voie să lipsească actorii principali și nici opiniile contradictorii asupra cauzelor.
- Ancheta de fapt divers este caracterizată de supralicitarea senzaționalului și de relatarea obiectivă, în timp real. Subiectul ales (uimitor, pitoresc, generator de emoții puternice) nu este neapărat de actualitate. Rolul jurnalistului este de a se concentra pe circumstanțe, de a scoate în evidență corupția și nu de a dovedi vinovăția persoanelor implicate. Acesta trebuie să noteze toate detaliile întâmplării și astfel poate lansa ipoteze, pe care doar poliția sau justiția le poate soluționa. Investigația de fapt divers trebuie să prezinte un aspect nebănuit al întâmplării de la care pleacă. În lipsa unui cadru legal și a respectării deontologiei profesionale, investigația poate avea urmări grave, împiedicând bunul mers al cercetărilor sau încălcând grav dreptul la intimitate al subiectului.
- Ancheta magazin nu mai este un material scris sub presiunea evenimentelor, ci este o colecție de mai multe materiale de presă care încearcă să explice un mecanism sau să pună un eveniment în context.
- Anumite portrete pot fi considerate anchete. Jurnalistul nu se mulțumește numai cu interviuri în adâncime cu personajul central al viitorului său material, ci îi intervievează și pe colaboratori, și pe adversari, studiază mediul de afaceri sau politic în care se mișcă personajul și află cât mai multe detalii despre viața și activitatea sa până în acel moment.
- Ancheta de investigație se află la intersecția dintre reportaj, interviu și cercetare detectivistă și trebuie neapărat să dezvăluie fapte foarte grave. Este amplă, laborioasă și plină de curaj din partea ziaristului. Acesta apelează la orice mijloace pentru a face rost de informații, nu se mai limitează doar la dosare sau simple declarații din partea celor implicați, cum este cazul anchetelor de actualitate sau de fapt divers. Ancheta de investigație necesită o perioadă mai lungă de documentare, costă mai mult și implică riscuri.[1]

Unele anchete jurnalistice sunt deosebit de costisitoare, de laborioase și de complexe pentru a fi suportate de către o instituție de presă. Ele se materializează în cărți care se bazează pe metodele jurnalismului de investigație. Acest tip de anchetă este denumit de Jacques Mouriquand document.
În viziunea lui Jose de Broucker anchetele jurnalistice sunt:
- Anchete informative: încearcă relevarea unor informații ascunse, readucerea în actualitate a unor informații uitate, materializarea unor informații virtuale sau reconstituirea informațiilor lacunare.
- Anchete interpretative: jurnalistul încearcă să explice un fenomen și nu este interesat de fapte, care pot fi cunoscute deja, ci de sensul lor.

### Subiect
O anchetă jurnalistică nu începe neapărat cu un subiect senzațional ci cu o serie de întrebări fără răspuns. Subiectul poate proveni:
- Dintr-o știre;
- Dintr-un comunicat;
- Din ziare sau jurnale de știri;
- Dintr-o declarație;
- Dintr-o formulare;
- Dintr-o discuție;
- Din întâmplare.

Subiectul vine la inițiativa jurnalistului prin atitudinea sa, printr-o bună și continuă informare și prin realizarea unor conexiuni aparent fără semnificație.
Subiectul trebuie să fie de interes general și să fie reprezentativ. Dacă nu atrage, nu creează premise scandaloase, nu stîrnește dorința de-a schimba lucrurile atunci nu este un subiect pentru o anchetă jurnalistică.
Pentru alegerea unui subiect realizabil și adecvat pentru o anchetă jurnalistică se utilizează metoda ipotezei. Ipoteza numește câteva probleme specifice care trebuie să-și găsească răspunsul, trebuie elucidate. Metoda ipotezei cere verificarea unor supoziții și nu descoperirea unor secrete, sporește șansele de a descoperi informații secrete și facilitează gestionarea realizării subiectului. Ipoteza este un instrument reutilizabil de-a lungul carierei ce garantează că totul se va finaliza cu o anchetă și nu doar cu o simplă masă de date.

### Etape
Jacques Moriquand propune un plan de desfășurare a anchetei:
- Documentarea;
- Consultarea informatorilor din primul cerc;
- O scurtă reluare a documentării, dacă acest lucru este indicat de informatori;
- Stabilirea ordinii întrevederilor;
- Ancheta pe teren - punctată de pauze pentru clarificarea datelor adunate și a relațiilor dintre ele și pentru regândirea unghiului de abordare a anchetei;
- Redactarea;
- Stocarea notelor anchetei, pentru o reluare într-o altă anchetă, mai târziu.

Paul Williams consideră că sunt 11 pași identificabili în procesului intelectual care stă la baza unui articol de investigație: 
1. Găsirea unei idei de anchetă;
2. Studiul de fezabilitate;
3. Decizia de a merge mai departe sau nu;
4. Planificarea și construirea bazei;
5. Cercetarea inițială;
6. Reevaluarea;
7. Decizia de a merge mai departe sau nu;
8. Interviurile cheie;
9. Evaluarea finală;
10. Decizia finală de a merge mai departe sau nu;
11. Redactarea și publicarea;

la care se adaugă un al doisprezecelea pas
12. Planul de follow-up.
Simplificat planul unei anchete cuprinde următorii pași:
1. Pontul sau ideea + Formularea unor ipoteze;
2. Predocumentare + planificare;
3. Documentare;
4. Redactarea anchetei jurnalistice: Aceasta trebuie să cuprindă toate punctele de vedere și să evite calomnia și injuria;
5. Follow-up.

### Avantaje și dezavantaje
Ancheta jurnalistică aduce o serie de beneficii:
- Produce subiecte cu valoare adaugată;
- Asigură notorietate în rândul bleslei jurnalistice și a publicului;
- Aduce o calificare profesională peste a celorlalți jurnaliști

Ancheta jurnalistică are și dezavantaje, iar acestea pot reprezenta bariere în realizarea ei:
- Este mult prea costisitoare pentru unele instituții;
- Este riscantă pentru jurnalist;
- Durează mult, iar riscul de a se dovedi un eșec este iminent.

## Reporterul de investigație
Paul Williams este de părere că un bun reporter de investigație ar trebui să aibă următoarele trăsături:
- Auto-disciplină: Chiar dacă lucrează singur sau în echipă, un reporter bun se poate controla; jurnalistul de investigație trăiește permanent un proces de analiză a mediului său și de auto-analiză.
- Este puternic, din punct de vedere mintal: Este încăpățânat și se poate dovedi, pe parcursul anchetei, mai puternic decât adversarii săi, care încearcă să-l conducă pe un drum greșit. În același timp, dă dovadă de un calm oriental și își atinge țelul prin mijloace ocolitoare, dacă abordarea directă nu dă rezultate.
- Nu se lasă distras de alte probleme: Nu este o întâmplare, se pare, că cei doi reporteri de la Washington Post, care au lansat cazul Watergate (Bob Woodward și Carl Bernstein) erau amândoi tineri și divorțați. Jurnalismul de investigație este un mare consumator de timp și de energie.
- Integritate personală: Reporterul de investigație este probabil printre puținii care rămâne credincios crezului pentru care multe persoane decid să ajungă jurnaliști: Jurnalistul poate schimba lumea. Reporterul de investigație este dedicat căutării adevărului și, prin urmare, își impune anumite standarde pentru propria activitate.
- O minte deschisă la nou: Reporterul de investigație evită să se lase pradă ideologiilor; atunci când analizează un caz, el caută modelul și deviațiile de la model, poate să-și apere munca de investigație și poate să discute cu redactorul său șef și să accepte deciziile lui.
- Independență în gândire: Este cea mai importantă trăsătură a unui jurnalist de investigație. Pentru a face o anchetă, jurnalistul de investigație abordează probleme de care nimeni nu vrea să se atingă sau la care nimeni nu s-a gândit, și urmează căi pe care nimeni nu le-a urmat până atunci. Adevăratul jurnalist de investigație este un inovator în lumea reporterilor care rescriu comunicate de presă și știri de agenție.
- Spirit haiducesc: Jurnalistul de investigație este un indignat, hotărât să-l apere pe cel slab de cel puternic. Dar jurnalistul de investigație este și auto-disciplinat - nu vânează vrăjitoare și știe că nu există oameni răi și oameni buni.
- Bun scriitor: Chiar dacă o anchetă este mai puțin dramatică decât un reportaj despre o acțiune de salvare, jurnalistul de investigație poate scrie o poveste bine structurată și ușor de citit. Dacă textele unui bun investigator au nevoie de o rescriere laborioasă, acesta trebuie să accepte critica și să conștientizeze nevoia de continuă perfecționare.[3]

Jurnalistul de investigație este opusul reporterului obișnuit. Jurnalistul de investigație este un om incomod și sceptic, pe când reporterul încearcă să fie cel mai bun prieten al surselor sale, pentru a afla primul un anunț oficial. Reporterul anunță că s-a întâmplat ceva. Investigatorul trebuie să explice de ce s-a întâmplat ceva, și de ce s-ar putea întâmpla din nou.

## Etică și legislație
Există o serie de reguli care definesc jurnalismul de investigație, majoritatea acestora fiind în strânsă legătură cu legislația națională și codurile de etică internaționale. Cele mai importante astfel de reguli vizează situații precum:
Informațiile de interes public: Accesul liber la informațiile de interes public este protejat în România prin Constituție și prin Legea 544/2001. Astfel autoritățile sunt obligate prin lege să răspundă la solicitarea oricărui cetățean pentru informații de interes public, în termen de maximum 30 de zile.
Adoptarea unei false identități: Deși se întâmplă de foarte multe ori ca un jurnalist să se prezinte sub o identitate falsă, această practică este condamnată prin lege.
Protecția surselor: Cu toate că forurile legiuitoare au încercat să impună jurnaliștilor de la Agenția Națională de Presă dezvăluirea surselor lor de informare, Legea 504/2002 a Audiovizualului vine în favoarea respectării confidențialității surselor, cu asumarea răspunderii pentru corectitudinea informațiilor furnizate.
Calomnie și injurie: În aceste două cazuri, există două reguli de bază de care trebuie să țină cont jurnalistul: interesul public și prezumția de nevinovăție.